# Campbell Newman
Campbell Kevin Thomas Newman, né le 12 août 1963, est un homme politique australien, 38e Premier ministre du Queensland de 2012 à 2015. Il fut chef du parti libéral national du Queensland depuis le mois d'avril 2011 à 2015, et fut le 15e Lord Mayor de Brisbane de 2004 à 2011.